# 216451 Irsha
216451 Irsha este un asteroid din centura principală de asteroizi.

## Descriere
216451 Irsha este un asteroid din centura principală de asteroizi. A fost descoperit pe 19 aprilie 2009 la observatorul astronomic din Andrușivka. Asteroidul prezintă o orbită caracterizată de o semiaxă mare de 2,36 ua, o excentricitate de 0,17 și o înclinație de 6,0° în raport cu ecliptica.